# Washburn-Langford-Doane-Expedition

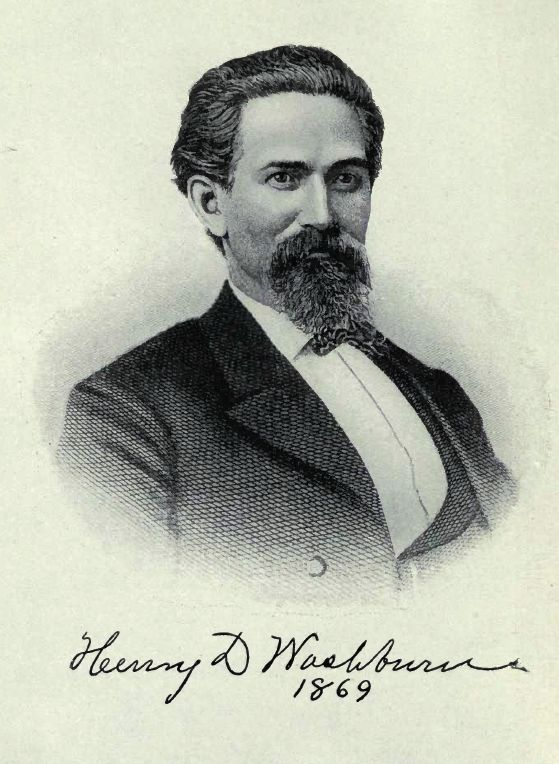
Henry Dana Washburn

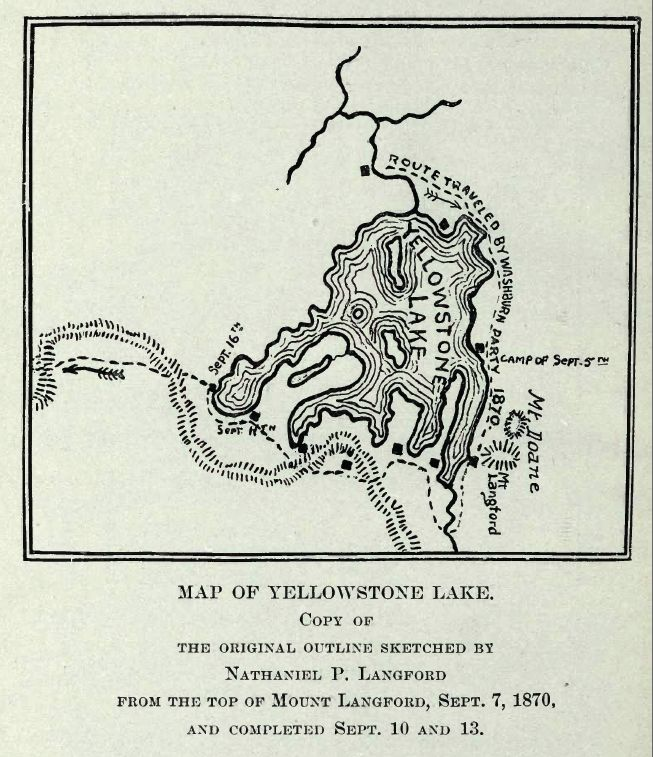
Route der Washburn-Langford-Doane-Expedition

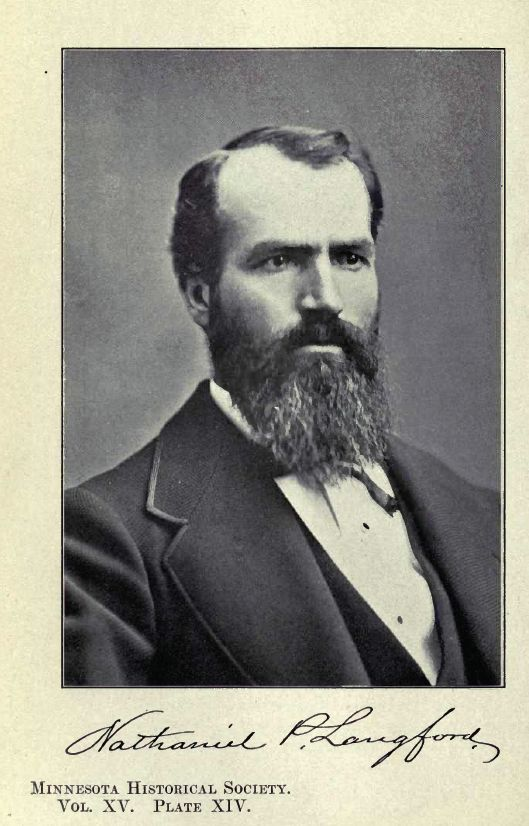
Nathaniel P. Langford

Die Washburn-Langford-Doane-Expedition fand 1870 durch das Gebiet des heutigen Yellowstone-Nationalparkes in den USA statt. Der Nationalpark wurde nicht zuletzt dank der Erkenntnisse dieser Expedition gegründet. Sie vertiefte das Wissen aus der Folsom-Expedition von 1869 und bildete die Grundlage für die Hayden-Expedition von 1871.
Die Washburn-Langford-Doane-Expedition wurde mit dem Zweck zusammengestellt, die verzettelten Berichte über das Yellowstone-Gebiet zu verifizieren, die von Trappern, Mountain Men sowie von Teilnehmern der Folsom-Expedition zu hören waren.
Die Expedition setzte sich aus 19 meist prominenten Männern aus Montana zusammen, angeführt vom Generalinspektor des Bundesstaates, Henry Dana Washburn. Ihm zur Seite standen der Schriftsteller Nathaniel P. Langford und Leutnant Gustavus C. Doane mit einer Abteilung Soldaten. Nebst den Männern nahmen vierzig Pferde und Maultiere sowie der Hund „Booby“ teil. Der älteste Teilnehmer war Truman Everts mit 54 Jahren. Die Gruppe nahm Vorräte für 30 Tage mit sich, sowie ein Zelt, Waffen und Munition.

## Route
Die Expedition verließ Fort Ellis nach Verzögerungen erst am 22. August 1870. Sie betrat das Gebiet des heutigen Nationalparkes im Norden. Am zweiten Tag bemerkten sie Absarokee-Indianer, welche die Gruppe beobachteten. In der Folge sollten die Teilnehmer während der Expedition keine Indianer mehr zu Gesicht bekommen. 
Nachdem sie den Tower Fall passiert hatten – dem sie den Namen gaben – stießen sie auf einen Berg, den sie Mount Washburn tauften. Sie folgten dem Yellowstone River nach Süden, trafen auf die drei Wasserfälle  Lower Falls, Crystal Falls und Upper Falls. Samuel Hauser vermaß sowohl den Tower Fall als auch die Lower und Upper Falls mit einer gewichtsbehangenen Schnur. Noch bevor sie den Yellowstone Lake erreichten, erblickten sie den ersten Geysir. Sie tauften ihn Mud-Geysir. 
Den Yellowstone Lake umgingen sie entlang des Ost- und Südufers. Am 9. September verirrte sich Everts von der Gruppe. Eine Woche lang suchten sie Everts vergeblich. Anschließend trennten sich drei Männer von der Hauptgruppe, um weiterhin nach Everts Ausblick zu halten; die übrigen setzten die Expedition fort. Sie zogen nach Westen ins Gebiet der vielen Geysire. Am 18. September 1870 lagerten sie in der Nähe eines von ihnen, den noch kein Weißer gesehen hatte. Besonders beeindruckt waren sie von den regelmäßigen Eruptionen des Old Faithful. Sie beobachteten ihn zwei Tage lang und gaben ihm schließlich den Namen. Danach reisten sie nach Norden weiter bis zum Madison River. Diesem folgten sie und verließen am 22. September das Gebiet des heutigen Nationalparkes im Westen. Am nächsten Morgen ritt Langford nach Virginia City und informierte dort, dass sie Everts verloren hatten. Währenddessen brach die militärische Eskorte unter Leutnant Doane zum Fort Ellis auf, um dort Schritte zur Suche nach Everts einzuleiten.
Am 27. September kehrte die Hauptgruppe in ihre Heimat zurück. Der Dreier-Suchtrupp traf am 2. Oktober ein, ohne Everts gefunden zu haben. Everts konnte schließlich am 16. Oktober von Jack Baronett, einem ortsansässigen Scout, gerettet werden.
Die Erkenntnisse der Expedition wurden von Zeitungen und Magazinen im ganzen Land begierig aufgesogen und veröffentlicht; dies ganz im Gegensatz zu den Beschreibungen aus der vorangegangenen Folsom-Expedition.

## Teilnehmer
- Elwyn Bean (Packer)
- Truman Everts (Steuerbeamter; 1816–1901)
- Warren C. Gillette (Händler; 1832–1912)
- Samuel T. Hauser (Präsident der First National Bank von Helena; 1833–1914)
- Cornelius Hedges (Rechtsanwalt und Korrespondent; 1831–1907)
- „Johnny“ (Koch)
- Nathaniel P. Langford (Schriftsteller; 1832–1911)
- „Nute“ (Koch)
- Charles Reynolds (Packer)
- Jacob W. Smith (1830–1897)
- Benjamin F. Stickney (Händler; 1838–1912)
- Walter Trumbull (Sohn eines Senators von Illinois)
- Henry Dana Washburn (Generalinspektor; 1832–1871)

Die Expeditionsteilnehmer wurden von einer militärischen Eskorte unter der Leitung von Gustavus C. Doane begleitet:
- William  Baker (Sergeant)
- Gustavus C. Doane (Leutnant; 1840–1892)
- William Leipler (Soldat)
- George W. McDonnell (Soldat)
- Charles Moore (Soldat)
- John Williamson (Soldat)